# وست‌پوینت (ایندیانا)
وست‌پوینت (به انگلیسی: West Point) یک منطقهٔ مسکونی در ایالات متحده آمریکا است که در شهرستان تیپکانو، ایندیانا واقع شده‌است. وست‌پوینت ۱۳۸٫۸ کیلومتر مربع مساحت و ۵۹۴ نفر جمعیت دارد و ۲۰۵ متر بالاتر از سطح دریا واقع شده‌است.